# Valea Nucarilor
Valea Nucarilor è un comune della Romania di 3 750 abitanti, ubicato nel distretto di Tulcea, nella regione storica della Dobrugia. 
Il comune è formato dall'unione di 3 villaggi: Aghighiol, Iazurile, Valea Nucarilor. Il paese d'origine di Marian Mocanu. La maggioranza degli abitanti sono di religione cristiana ortodossa.